# آتشکده پلنگ‌گرد
محوطه تاریخی پلنگ‌گرد یکی از محوطه‌های تاریخی استان کرمانشاه است که در بخش حمیل از توابع شهرستان اسلام‌آباد غرب قرار دارد. آتشکدهٔ پلنگ‌گرد در جنوب غرب شهرستان شاه‌آبادغرب و ۵ کیلومتری شمال شهر حمیل در روستای پلنگ‌گرد قرار دارد. این روستا در کنار یک گذرگاه طبیعی قرار گرفته که در گذشته مناطق شمال استان کنونی ایلام را به منطقهٔ کرمانشاه متصل می‌کرده‌است.
طی چند سال اخیر کاوش‌های باستان‌شناسی در این محوطه تاریخی انجام گرفت که در این کاوش‌ها نشانه‌هایی از وجود یک آتشکده دوران ساسانی به دست آمد. در محوطه باستانی پلنگ‌گرد سه‌پایه آتشدان متعلق به یک آتشکده از دوران به احتمال قوی ساسانی کشف شده‌است.
در این آتشکده سفالینه‌هایی با خطوط پهلوی ساسانی کشف شده که احتمال تعلق داشتن این آتشکده را به دوران ساسانی بیشتر می‌کند.

## قدمت
اگرچه آزمایش‌های تخصصی برای تاریخ‌گذاری مطلق آتشکدهٔ پلنگ‌گرد هنوز انجام نشده، اما تیم باستان‌شناسی به سرپرستی شکوه خسروی بر اساس یافته‌ها و شواهد تخمین زده که این اثر احتمالاً متعلق به دورهٔ ساسانی است. همچنین احتمال داده شده که روستای پلنگ‌گرد در دورهٔ ساسانی وسعتی در حد و اندازهٔ یک شهرک داشته و این آتشکده نیز احتمالاً در بخش غربی آن واقع بوده‌است؛ اما بعداً و در دوران معاصر تعداد زیادی خانهٔ مسکونی بر روی آن ساخته شده‌است.

## پیشینهٔ کاوش‌های باستان‌شناسی
در دههٔ ۴۰ میلادی اریش اشمیت باستان‌شناس آمریکایی پس از بررسی‌های هوایی در استان کرمانشاه، این نقطه را به عنوان مکانی باستانی معرفی کرد. در سال ۱۳۷۷ یک گروه از باستان‌شناسان ایرانی به سرپرستی کامیار عبدی و در سال ۱۳۸۴ هیئتی به سرپرستی مهدی بیگ‌محمدپور این محوطه را مورد بررسی قرار دادند. سرانجام در پاییز ۱۳۹۱ به دلیل ساخت جادهٔ کرمانشاه-حمیلی-ایلام، کاوش اضطراری در این محوطه به انجام رسید که طی آن دو تپه در جنوب و شمال محوطه کاوش شد و آثار تاریخی قابل توجهی کشف شد.
در بخش جنوبی محوطهٔ پلنگ‌گرد، برجستگی تپه‌مانندی وجود دارد. در دههٔ ۱۳۹۰ حفر زمین به منظور احداث جادهٔ کرمانشاه-حمیل-ایلام سبب کشف بقایای باستانی همچون قطعات سفال، استخوان و یک پایهٔ ستون سنگی در این تپه شد، با این وجود بخش‌های زیادی از غرب این تپه ویران شد. بخش قابل توجهی از محوطهٔ پلنگ‌گرد را نیز فضولات حیوانی و آشغال‌ها پوشانده بود. گروه کاوش پس از پاکسازی محوطه به کاوش در آن پرداخت که طی آن یک گورستان از دورهٔ اسلامی و بقایای سکونت‌گاهی از دورهٔ اسلامی و ساسانی کشف شد. این سکونتگاه به دلیل حفر چاله برای ذخیرهٔ غلات توسط مردم روستا که تا دههٔ ۱۳۵۰ نیز رواج داشت آسیب دیده‌بود، اما تیم کاوش توانست بخش‌هایی از سکونتگاه را ضبط و ثبت کند و همچنین مجموعه سفال‌هایی از دوره اسلامی مربوط به قرن پنجم هجری را نیز از این محوطه به دست بیاورد.
در بخش شمالی محوطهٔ پلنگ‌گرد نیز برجستگی تپه‌مانند دیگری وجود دارد. بخش‌هایی از این محوطه نیز پیش‌تر توسط روستاییان خاکبرداری شده‌بود و به منظور جلوگیری از ریزش بیشتر خاک آن یک دیوار سنگی ایجاد کرده‌بودند. در این بخش، کاوش باستان‌شناختی بقایای یک سازهٔ معماری ساخته‌شده از قلوه سنگ و ملات گچ را پدیدار کرد. در ادامهٔ کاوش‌ها مشخص شد که این سازه بنای مهمی از دورهٔ ساسانی و یک نیایشگاه/آتشکده است. اگرچه بخش‌هایی از بخش‌هایی از این بنا توسط روستاییان در دهه‌های گذشته تخریب شده‌بود، اما نقشهٔ آن بر اساس اصل قرینه‌سازی در آتشکده‌های ساسانی بازسازی شد.
در این سازه تعدادی گچ‌بری با نقش نخل، چاه آب (نماد تجلی ایزد آناهیتا در آتشکده) و تعدادی پایهٔ آتشدان کشف شد. در بخشی از بنا سه پایهٔ آتشدان گچی در رأس یک سکوی تی(T)شکل قرار گرفته‌اند که با ادامه کاوش‌ها و کشف قطعهٔ دیگری از پایه‌های گچی مشخص شد بخش بالای سه پایهٔ گچی هستند. اگرچه کارکرد دقیق این سه پایهٔ گچی مشخص نیست، اما این احتمال مطرح شده که شاید این پایه‌ها محلی برای قرارگیری ظرف فلزی حاوی آتش مقدس بوده یا اینکه روی این پایه‌ها یک تخت قرار داشته که شخص مهمی همچون پادشاه یا حاکم منطقه بر روی آن می‌نشسته‌است.
در ۴ اردیبهشت ۱۴۰۲ گروه کاوش باستان‌شناسی محوطهٔ پلنگ‌گرد به سرپرستی شکوه خسروی از کشف استودان حاوی بقایای استخوانی در این محوطه خبر داد. اگرجه کشف استودان در آتشکده پیشتر نیز در آتشکده بندیان درگز خراسان اتفاق افتاده، اما این نخستین بار بوده که استودانی حاوی بقایای استخوانی در یک آتشکده کشف شده‌است. این کشفیات این باور را به چالش می‌کشد که در گذشته این اعتقاد وجود داشته که جسد مرده ناپاک است و نباید در مکانی مقدس گذاشته شود.

## مرمت
در اردیبهشت ۱۳۹۴ مدیرکل میراث‌فرهنگی، صنایع دستی و گردشگری استان کرمانشاه از مرمت آتشکدهٔ پلنگ‌گرد طی سال ۱۳۹۴ خبر داد.